# جورج شانس (بازیکن فوتبال)
جورج شانس (انگلیسی: George Chance; ۲۵ دسامبر ۱۸۹۶ – ۱۱ ژوئیهٔ ۱۹۵۲) بازیکن فوتبال اهل بریتانیا بود.
از باشگاه‌هایی که در آن بازی کرده‌است می‌توان به باشگاه فوتبال بریستول راورز اشاره کرد.